# Проклятие Аннабель 3
«Проклятие Аннабель 3» (англ. Annabelle Comes Home, дословно — «Аннабель возвращается домой») — фильм ужасов режиссёра Гари Добермана, третья часть спин-оффа о кукле Аннабель в киносерии «Заклятие». В США фильм вышел 26 июня 2019 года, в России — днём позже. Фильм посвящён Лоррейн Уоррен, скончавшейся за два месяца до премьеры.
Это первый спин-офф во всей серии, где появляются Уоррены, но сам сюжет больше сконцентрирован на их дочери Джуди. Фильм получил смешанные отзывы от критиков, которые нашли его менее пугающим, чем предыдущие части.

## Сюжет
Хронологически фильм разворачивается через год после событий фильма «Заклятие».
В 1968 году демонологи Эд и Лоррейн Уоррен забирают куклу Аннабель у медсестёр Дебби и Камиллы, которые утверждают, что игрушка часто совершала насильственные действия в их квартире. Во время поездки домой автомобиль супругов даёт сбой напротив кладбища, где Аннабель вызывает духов, чтобы напасть на Эда, но ему удаётся выжить. Аннабель запирают в Священном стеклянном шкафу в комнате артефактов Уорренов, которая благословлена отцом Гордоном, и эти меры гарантируют, что зло не выйдет наружу.
Спустя несколько лет Уоррены приглашают молодую няню Мэри Эллен, чтобы оставить её с десятилетней дочерью Джуди, пока сами супруги уедут на расследование в другой город. В школе Джуди замечает призрак священника, который вскоре начинает её преследовать. Подруга няни по имени Даниэла Риос, тайно интересующаяся загробной жизнью, с помощью манипуляций заставляет Мэри Эллен взять её с собой в дом Уорренов. Пока Мэри Эллен и Джуди отлучаются, чтобы погулять, Даниэла пробирается в комнату артефактов и принимается изучать экспонаты, в конечном счёте пытаясь связаться с погибшим в автокатастрофе отцом. Примечательно, что за рулём в тот раз была сама Даниэла, и именно поэтому она считает себя виноватой. Девушка открывает шкафчик с Аннабель и, выбегая из комнаты, забывает запереть его дверцу. Демон, действующий через куклу, призывает других духов из музея, таких как Паромщик, проклятое свадебное платье, настольная игра Feeley Meeley и оборотень.
Джуди становится жертвой невесты, но в последний момент хватает крест и начинает молиться. Позже она рассказывает Мэри Эллен, что является наследницей дара своей матери — дара видеть призраков. Боб Палмери — сосед четы Уорренов и по совместительству объект симпатии Мэри Эллен — поёт серенады под окном, но спустя несколько мгновений становится мишенью для оборотня, который начинает за ним охотиться. Мэри Эллен мучает Паромщик, в то время как Джуди сталкивается с Аннабель в своей спальне. Даниэла понимает, что ключи от комнаты артефактов остались у неё, а потому пробирается в дом Уорренов, чтобы вернуть их на место, но после открывшейся самой по себе двери, ведущей в музей, думает, что ей наконец-то выпала возможность пообщаться с отцом. Она надевает браслет плакальщицы, помогающий связаться с умершими близкими, а после пытается призвать дух отца, но вместо этого подвергается нападению демона, принявшего облик погибшего мистера Риоса. Чуть позднее она становится жертвой проклятого телевизора, который показывает ближайшее будущее.
Ворвавшиеся в комнату артефактов Мэри Эллен и Джуди спасают Даниэлу, а после понимают, что нужно вернуть Аннабель на место, чтобы всё прекратилось. Выбежав на улицу за ингалятором для Мэри Эллен, Джуди подвергается нападению оборотня, но Боб спасает её. В это же время в доме невеста нападает на Даниэлу и вселяется в неё. В конечном счёте Джуди и Мэри Эллен находят куклу в кабинете Эда и Лоррейн благодаря духу священника, который преследовал Джуди в школе. В кабинете на Мэри Эллен нападает одержимая Даниэла с ножом, но Джуди вовремя догадывается включить запись экзорцизма, и дух невесты отправляется в ад. Руки из настольной игры Feeley Meeley атакуют Джуди, но ей удаётся вырваться и убежать с куклой в музей. Попытка запереть Аннабель оказывается неудачной, так как демон мешает девочке завершить задуманное, и после начинает высасывать из неё душу. Мэри Эллен отвлекает демона, ворвавшись в комнату артефактов, что даёт Джуди время схватить крест и отбиться от демона. Они уже вдвоём пытаются запереть Аннабель в шкафчике, но демон не даёт им это сделать, одновременно призывая к жизни остальные артефакты. В последний момент прибегает Даниэла и помогает захлопнуть дверцу шкафчика с Аннабель. После этого к трио прибегает Боб и ребята воссоединяются.
Эд и Лоррейн возвращаются на следующее утро и девушки рассказывают им о том, что произошло ночью. На день рождения Джуди приходят приглашённые ею Мэри Эллен и Даниэла, но после к ним присоединяется Боб. Лоррейн отводит Даниэлу в комнату артефактов и отдаёт фотографию отца, которую она оставила в браслете плакальщицы, после чего утешает её посланием мистера Риоса из загробного мира: он не считает её виноватой в его смерти и просит не корить себя. Немного погодя все приглашённые гости воссоединяются на праздновании одиннадцатого дня рождения Джуди Уоррен.

## В ролях
| Актёр          | Роль              |
| -------------- | ----------------- |
| Маккенна Грейс | Джуди Уоррен      |
| Мэдисон Айсмен | Мэри Эллен        |
| Кэти Сариф     | Даниелла          |
| Вера Фармига   | Лоррейн Уоррен    |
| Патрик Уилсон  | Эд Уоррен         |
| Эмили Бробст   | Рори              |
| Стив Култер    | отец Гордон       |
| Самара Ли      | Би                |
| Шаде Катарина  | медсестра Камилла |
| Лука Лухан     | Энтони Риос       |

## Маркетинг и сборы
В марте 2019 года компания New Line Cinema опубликовала первый тизер с официальным названием фильма. 30 марта 2019 года был обнародован первый трейлер готовящейся к выпуску картины, 28 мая 2019 года — второй трейлер.
В США «Проклятие Аннабель 3» вышел в среду, заработав $31,1 млн за первые пять дней проката ($20,3 млн за стандартные выходные), и, таким образом, став наименее успешным из всех фильмов серии по дебютным сборам. В России фильм в первый уик-энд возглавил прокат со сборами в 156,8 млн руб., показав лучший старт трилогии и второй результат во всей франшизе «Заклятия» (первое место занимает «Проклятие монахини»).

## Отзывы
На сайте Rotten Tomatoes у фильма 65 % положительных рецензий на основе 206 рецензий со средней оценкой 5,90 из 10. На Metacritic — 53 балла из 100 на основе 35 рецензий.

### Комментарии
1. ↑  Данный фильм сильно-сильно противоречит хронологии киносерии. Пролог, где Уорены забирают к себе куклу Аннабель, является продолжением пролога из фильма «Заклятие», который там датирован 1968 годом. Основное действие в фильме, согласно надписям, происходит спустя год, что датирует его 1969 годом. Однако в комнате артефактов показана музыкальная шкатулка из основной истории того же «Заклятия», которое было датировано 1971 годом. В фильме также можно услышать песню «Day After Day» группы Badfinger, которая была выпущена в 1971 году и, соответственно, не могла звучать в 1969 году. Таким образом действие фильма, скорее всего, происходит в 1972 году.